# Thomaz Bellucci
Thomaz Cocchiarali Bellucci (Tietê, 30 dicembre 1987) è un ex tennista brasiliano di origini italiane, che ha raggiunto in singolare il 21º posto del ranking ATP.
Giocatore mancino specialista della terra battuta, è stato professionista dal 2005 al 2023.
Con alcune vittorie consecutive nei tornei Challenger, è entrato nei primi 100 giocatori al mondo nel 2008, all'età di 20 anni. Nel corso della carriera ha vinto 4 titoli ATP in singolare e uno in doppio, oltre a diversi altri tornei nel circuito Challenger. Ha esordito nella squadra brasiliana di Coppa Davis nel 2007.

## Caratteristiche tecniche
È dotato di un ottimo diritto carico di effetto topspin con cui ottiene diversi punti da fondo campo. Non mette a segno molti ace, ma imprime grande effetto alla palla nel servizio, costringendo spesso gli avversari a rispondere da posizioni molto laterali e assumendo così il controllo del gioco. Il rovescio a due mani è molto più solido del diritto ed è anche un colpo più piatto, colpisce la palla con anticipo e mette a segno un buon numero di vincenti. La sua superficie preferita è la terra rossa, ma il suo gioco si adatta bene anche a superfici veloci.

## Carriera

### 2004-2006, inizi da professionista e primi titoli Futures in doppio
Fa il suo esordio tra i professionisti nel 2004 con una vittoria al primo turno di un torneo Futures brasiliano. Quell'anno si mette in luce in doppio, a novembre alza il primo trofeo vincendo assieme a Thiago Alves il Futures Brazil F13 e la settimana successiva la coppia viene sconfitta in finale al Brazil F14. Al suo decimo torneo, nell'agosto 2005 disputa la sua prima semifinale in singolare all'Iran F2 di Teheran e i quarti la settimana successiva nel torneo Romania F17. Nell'agosto 2006 conquista il suo secondo titolo Futures in doppio. Il mese dopo gioca al Brazil F10 la prima finale in singolare e viene sconfitto da Ricardo Hocevar. A novembre perde in finale anche al Brazil F18, questa volta contro Juan-Pablo Villar.

### 2007, primo titolo Challenger in doppio, primo titolo ITF e top 200 in singolare, esordio in Davis
Nell'aprile 2007 debutta nel circuito Challenger con una vittoria al primo turno a Chiasso. Il mese dopo vince al Brazil F5 il suo primo titolo in singolare battendo in finale Leonardo Kirche e a giugno abbandona i tornei Futures. In luglio gioca le sue prime finali Challenger a Bogotà, dove perde in tre set contro Carlos Salamanca, e la settimana dopo viene sconfitto anche in quella di Cuenca da Leonardo Mayer. Con questi risultati fa il suo ingresso nella top 300 del ranking ATP. Dopo la semifinale persa al Challenger di Campos do Jordão, prende parte alle qualificazioni degli US Open e viene sconfitto al primo turno da Jesse Witten. Il mese successivo fa il suo esordio nella squadra brasiliana di Coppa Davis nella sfida persa 4-1 contro l'Austria e viene sconfitto da Jürgen Melzer. Il primo titolo Challenger arriva in doppio in ottobre a Bogotà, dove in coppia con Bruno Soares supera in tre set Santiago Ventura / Marcel Granollers.  Al primo turno del Challenger di Montevideo supera il nº 83 della classifica mondiale Diego Hartfield, primo top 100 sconfitto in carriera. Con altri buoni risultati conseguiti a fine anno nei Challenger in singolare, tra cui la semifinale a Buenos Aires, a novembre porta il best ranking alla 199ª posizione mondiale.

### 2008, quattro titoli Challenger in singolare e 67º nel ranking
Nel gennaio 2008 viene sconfitto nel turno decisivo delle qualificazioni all'ATP di Viña del Mar. Esordisce in un main draw ATP con una wild-card a Costa do Sauipe e perde al primo turno. Supera le qualificazioni a Buenos Aires, vince il primo incontro nel main draw di un torneo del circuito maggiore battendo Werner Eschauer e viene eliminato da Juan Ignacio Chela. A febbraio vince il primo titolo Challenger in singolare a Santiago del Cile con il successo in finale su Eduardo Schwank  per 6–4, 7–6. Nel giro di tre mesi vince anche i tornei Challenger di Florianópolis, Tunisi e Rabat, sconfiggendo nelle rispettive finali Franco Ferreiro, Dušan Vemić e Martín Vassallo Argüello, e già dopo la vittoria a Tunisi entra nella top 100; sempre a Tunisi si impone anche nel torneo di doppio. Vince il primo incontro in Coppa Davis nella sfida in cui il Brasile supera per 4–1 la Colombia. A maggio fa il suo esordio nelle prove del Grande Slam superando le qualificazioni al Roland Garros e al primo turno perde contro Rafael Nadal. A giugno arriva alle semifinali di Prostějov grazie al successo sul nº 13 del mondo Tomáš Berdych, e raggiunge il secondo turno a Wimbledon.
Arrivano quindi 5 sconfitte consecutive al primo turno a Indianapolis, Toronto, Cincinnati, New Haven e soprattutto al suo esordio olimpico ai Giochi di Pechino, nei quali viene eliminato da Dominik Hrbatý. La striscia negativa si interrompe agli US Open dove passa per la prima volta un turno in una prova del Grande Slam. Nella sfida di Coppa Davis persa 4–1 contro la Croazia viene sconfitto in entrambi i singolari da Mario Ančić e Ivo Karlović. Dopo altre tre sconfitte al primo turno, torna a vincere un incontro al Challenger di Buenos Aires, e perde in semifinale contro Martín Vassallo Argüello. Chiude la stagione all'85º posto mondiale, dopo essere stato 67º in giugno. Nel corso della stagione vince una delle 4 finali Challenger giocate in doppio e a maggio sale al 115º posto nel ranking di specialità.

### 2009, primo titolo ATP e top 40

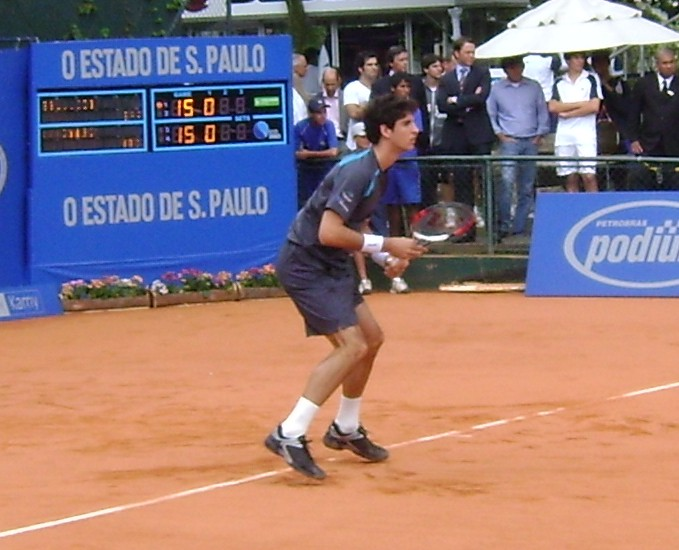
Al Challenger di San Paolo 2009.

Dopo le eliminazioni nelle qualificazioni dei primi tornei ATP stagionali in Oceania, esce al primo turno degli Australian Open per mano di Lu Yen-hsun. A febbraio raggiunge la sua prima finale ATP a Costa do Sauipe, viene sconfitto da Tommy Robredo per 3–6, 6–3, 4–6 e sale al 64º posto del ranking; si spine in semifinale anche nel torneo di doppio. Nei successivi tornei ATP supera il primo turno solo ad Acapulco e a Indian Wells, dove viene battuto rispettivamente da Gaël Monfils e Fernando Verdasco. In questo periodo viene sconfitto in quasi tutti gli incontri disputati anche nei Challenger, perde i punti guadagnati con i successi nei Challenger dell'anno precedente e in luglio scende alla 143ª posizione in classifica. Subito risale vincendo il torneo Challenger di Rimini, dove supera in finale Juan Pablo Brzezicki.
A fine mese vince a sorpresa il suo primo torneo ATP a Gstaad; supera le qualificazioni e nel corso del torneo batte tra gli altri i top 30 Stan Wawrinka e Igor' Andreev prima del successo finale su Andreas Beck per 6–4, 7–6. Supera le qualificazioni agli US Open, raggiunge il secondo turno e perde da Gilles Simon. A settembre è ancora impegnato in Coppa Davis contro l'Ecuador e vince uno dei due match disputati. Continua l'ascesa nel ranking con i secondi turni raggiunti a Bangkok e allo Shanghai Masters. Arriva quindi in semifinale al torneo ATP di Stoccolma e viene sconfitto da Olivier Rochus. La settimana successiva si aggiudica il Challenger di Challenger di San Paolo battendo in finale Nicolás Lapentti e chiude la stagione con il nuovo best rabking al 36º posto mondiale.

### 2010, un titolo ATP, quarto turno al Roland Garros e 21º nel ranking
Nel 2010 inizia la stagione con i quarti di finale raggiunti a Brisbane, dove perde da Tomáš Berdych al tie-break del terzo set, mentre esce di scena in semifinale nel torneo di doppio. Viene eliminato al secondo turno a Auckland e agli Australian Open, dove perde in tre set da Andy Roddick. Vince poi il suo secondo titolo ATP al torneo di Santiago del Cile battendo in finale Juan Mónaco per 6–2, 0–6, 6–4. Aveva battuto in precedenza in semifinale il giocatore di casa e nº 11 del mondo Fernando González, testa di serie numero 1. Si ferma invece ai quarti al Brasil Open in singolare e in semifinale in doppio. Dopo il secondo turno ad Acapulco, raggiunge per la prima volta il terzo turno in un torneo Masters 1000 a Indian Wells e si migliora al successivo Masters di Miami arrivando agli ottavi di finale.
Sulla terra rossa di Barcellona si ferma ai quarti di finale, sconfitto da David Ferrer, mentre agli Internazionali d'Italia perde al terzo turno contro il nº 2 del mondo Novak Đoković dopo aver eliminato il nº 22 John Isner. Nella sfida di Coppa Davis contro l'Uruguay vince entrambi i singolari senza perdere alcun set. Eliminato al secondo turno a Madrid e Nizza, si spinge per la prima e unica volta agli ottavi di finale in una prova dello Slam al Roland Garros e viene sconfitto da Rafael Nadal. A Wimbledon giunge al terzo turno e viene sconfitto da Robin Söderling. Con i quarti di finale raggiunti a luglio sulla terra rossa del prestigioso torneo di Amburgo, dove viene sconfitto da Andreas Seppi, sale al 21º posto mondiale, che rimarrà il suo best ranking in carriera. Esce al primo turno al successivo torneo di Gstaad, dove difendeva il titolo
Nei 4 tornei disputati sul cemento statunitense colleziona due soli secondi turni, a Cincinnati e agli US Open, dove viene sconfitto al tie-break del quinto set da Kevin Anderson. Nella sfida di Coppa Davis contro l'India vince il primo singolare e si ritira nel corso del secondo. Nella trasferta cinese raggiunge il secondo turno solo a Shanghai e viene sconfitto in due set da David Ferrer. Viene sconfitto in finale da Marcos Daniel al Challenger di San Paolo, dove era campione uscente, prima di chiudere l'anno con il secondo turno al Masters di Parigi-Bercy, dove Nikolaj Davydenko gli concede tre soli giochi.

### 2011, semifinale al Madrid Masters
La stagione 2011 inizia ad Auckland dove viene sconfitto nei quarti di finale da Santiago Giraldo. Perde poi in quattro set contro Jan Hernych al secondo turno degli Australian Open. Si riprende invece sulla terra sudamericana raggiungendo i quarti di finale a Santiago e a Costa do Sauipe, sconfitto rispettivamente da Fabio Fognini e Juan Ignacio Chela. Ad Acapulco raggiunge le semifinali battendo tra gli altri il nº 9 del ranking Fernando Verdasco, primo top 10 sconfitto in carriera, e perde in due set contro Nicolás Almagro. Colleziona una sola vittoria nei Masters 1000 di Indian Wells e Miami, dove viene sconfitto da James Blake e Tomáš Berdych. Eliminato al primo turno a Montecarlo e a Barcellona, raggiunge i quarti di finale all'Estoril e  viene sconfitto da Pablo Cuevas.
Consegue uno dei migliori risultati della carriera arrivando in semifinale al Masters di Madrid, dove supera prima Pablo Andújar, approfitta del ritiro di Florian Mayer e sconfigge 6–4, 6–2 il nº 4 del mondo Andy Murray; conferma lo straordinario momento sconfiggendo nei quarti anche il nº 7 Tomáš Berdych per 7–6, 6–3; viene infine sconfitto in semifinale da Novak Đoković con il punteggio di 4–6, 6–4, 6–1, in 2 ore e 10 minuti di gioco. Le imprese compiute gli consentono di guadagnare 14 posizioni in classifica e risalire alla 22ª. Viene quindi eliminato da Paolo Lorenzi al primo turno degli Internazionali d'Italia. Al Roland Garros super Andrej Golubev e Andreas Seppi ed esce di scena al terzo turno perdendo da Richard Gasquet. Al primo turno del Queen's supera Grigor Dimitrov dopo aver salvato delle palle match, e dopo il successo su Marsel İlhan viene sconfitto da Marin Čilić. Al primo turno di torneo di Wimbledon viene seccamente sconfitto da Rainer Schüttler.
Nella sfida di Coppa Davis vinta contro l'Uruguay si impone in un incontro di singolare e in quello in doppio in coppia con Bruno Soares. Non supera mai il secondo turno nei cinque tornei del swing americano a cui prende parte, uscendo al primo turno agli US Open. Nello spareggio di Coppa Davis perso 3–2 a Kazan contro la Russia, vince il primo singolare contro Igor' Andreev e cede per 12–14 al quinto set contro Michail Južnyj. Al Masters di Shanghai raggiunge i quarti di finale in doppio con Ivan Dodig. Dopo 4 sconfitte consecutive in singolare nel circuito ATP, chiude la stagione raggiungendo la semifinale alle ATP Challenger Tour Finals.

### 2012, un titolo e una finale ATP
Eliminato al secondo turno nei primi tornei stagionali a Auckland, Australian Open e Viña del Mar, perde contro Filippo Volandri in semifinale a São Paulo. Raggiunge per la prima volta il quarto turno a Indian Wells e viene eliminato da Roger Federer dopo i successi sui top 50 Jürgen Melzer e Nikolaj Davydenko. Vince entrambi i singolari di Coppa Davis contro la Colombia e a Monte Carlo viene eliminato da Robin Haase dopo aver sconfitto Kevin Anderson e il nº 6 del mondo David Ferrer. A maggio esce dalla top 50, in cui era entrato nell'ottobre 2010, quello stesso mese torna a mettersi in luce raggiungendo la semifinale a Nizza con i successi su Donald Young e Juan Carlos Ferrero e viene sconfitto da Gilles Simon. Dopo le eliminazioni al primo turno al Roland Garros e a Wimbledon scende all'80º posto ATP. In luglio si aggiudica il Challenger di Braunschweig battendo in finale Tobias Kamke. Al successivo ATP di Stoccarda perde in semifinale al terzo set contro il nº 8 del mondo Janko Tipsarević.
Subito dopo si prende la rivincita su Tipsarevic sconfiggendolo in finale a Gstaad, torna così a vincere dopo due anni e mezzo un torneo ATP, il terzo in carriera, e risale al 40º posto; nel torneo di doppio raggiunge invece la semifinale. Al primo turno dei Giochi olimpici di Londra vince il primo set contro il nº 6 del mondo Jo-Wilfried Tsonga, che si impone in rimonta. Dopo l'eliminazione all'esordio agli US Open, vince entrambi i singolari nei play-off di Davis in cui il Brasile supera per 5–0 la Russia. Durante la tournée in Cina perde entrambi gli incontri disputati. Si riscatta arrivando in finale all'ATP di Mosca e viene sconfitto in rimonta da Andreas Seppi. È l'ultimo risultato di rilievo della stagione, che chiude al 33º posto mondiale.

### 2013, un titolo ATP in doppio, problemi fisici e discesa nel ranking
Esce al primo turno in singolare agli Australian Open, mentre nel torneo di doppio consegue il suo miglior risultato in una prova del Grande Slam raggiungendo i quarti di finale assieme a Benoit Paire. Nella sfida di Coppa Davis sul cemento di Jacksonville contro gli Stati Uniti, perde il primo singolare contro Sam Querrey e riporta le squadre sul 2–2 battendo in rimonta il nº 16 del mondo John Isner, prima della sconfitta subita da Thiago Alves che sancisce l'eliminazione dei brasiliani. Al torneo di Acapulco raggiunge la semifinale in doppio con Paolo Lorenzi, ed entra per la prima volta nella top 100 del ranking di specialità. In questo periodo perde quasi sempre al primo turno in singolare, torna a vincere due incontri di fila a Miami, dove elimina il nº 24 ATP Jerzy Janowicz e viene di nuovo sconfitto da Seppi. Ad aprile raggiunge i quarti di finale a Barcellona, ma prima di disputare il match si deve ritirare dal torneo per un problema agli addominali che lo costringe a un periodo di convalescenza.
Rientra in luglio a Stoccarda e subito vince il suo unico titolo in doppio in carriera in un torneo del circuito maggiore, al fianco di Facundo Bagnis ha la meglio in finale su Tomasz Bednarek / Mateusz Kowalczyk vincendo 12–10 nel set decisivo; con questo risultato sale al 70º posto mondiale, che resterà il suo best ranking in carriera. Nel torneo di singolare supera il primo turno, ha quindi inizio una serie di 10 sconfitte consecutive, comprese quelle al primo turno degli US Open e nei due singolari contro la Germania validi per i Play-off di Coppa Davis. Torna al successo a fine ottobre al Challenger di Montevideo e si aggiudica il titolo superando in finale Diego Schwartzman. Arriva in finale anche al successivo Challenger di Bogotá ed è nuovamente costretto al ritiro per i problemi agli addominali. Chiude la stagione alla 125ª posizione mondiale in singolare, dopo essere stato alla 168ª in ottobre, mentre in doppio finisce il 2013 in 80ª posizione

### 2014, una semifinale ATP e rientro nella top 50
Rientra a giocare agli Australian Open, supera le qualificazioni e perde al 2º turno contro Tsonga. Torna a disputare un quarto di finale ATP a Rio de Janeiro grazie ai successi sui top 60 Santiago Giraldo e Juan Mónaco, viene eliminato dal nº 4 del mondo David Ferrer dopo aver vinto il primo set. Raggiunge la semifinale al successivo ATP di São Paulo, viene sconfitto al terzo set da Federico Delbonis e a fine torneo rientra nella top 100. Ad aprile si spinge fino ai quarti di finale a 	Monaco di Baviera e viene eliminato da Fabio Fognini dopo aver battuto Ivan Dodig ed essersi preso la rivincita su Delbonis. Sconfitto nuovamente da Fognini al secondo turno del Roland Garros, esce al primo turno di qualificazione a Wimbledon. Dopo il secondo turno disputato ad Amburgo, raggiunge i quarti di finale a Gstaad e perde contro Juan Mónaco.
Eliminato al secondo turno degli US Open dal nº 4 del mondo Stan Wawrinka, al quale strappa un set, vince entrambi i singolari nello spareggio di Coppa Davis in cui il Brasile supera 3–1 la Spagna, imponendosi su Pablo Andujar e Roberto Bautista Agut. Al successivo Challenger di Orleans perde la finale contro Serhij Stachovs'kyj; prende parte anche al torneo di doppio, 11 mesi dopo l'ultimo incontro giocato, e si aggiudica il titolo in coppia con André Sá. In ottobre sconfigge a Vienna Paul-Henri Mathieu e il nº 14 del ranking Feliciano Lopez, e viene battuto in rimonta nei quarti finale da Viktor Troicki. Arriva nei quarti anche al successivo ATP 500 di Valencia e il giocatore di casa David Ferrer gli concede tre soli giochi; con questi risultati risale a fine torneo al 43º posto mondiale.

### 2015, un titolo ATP e top 30
Eliminato al primo turno nei primi due tornei stagionali, tra cui gli Australian Open, viene sconfitto in semifinale da Víctor Estrella Burgos all'ATP 250 di Quito. Subisce altre sette sconfitte consecutive, torna a vincere un incontro a Miami ed esce al terzo turno. Raggiunge quindi i quarti di finale a Istanbul e il terzo turno agli Internazionali d'Italia, dove viene sconfitto al terzo turno in tre set da Novak Djokovic dopo aver eliminato il nº 19 ATP Roberto Bautista Agut. Si aggiudica il quarto e ultimo titolo ATP in carriera al torneo di Ginevra battendo in finale in due set João Sousa, risultato con cui risale al 40º posto mondiale. Viene quindi sconfitto al secondo turno da Kei Nishikori al Roland Garros e al primo turno a Wimbledon da Nadal. Sale al 30º posto del ranking dopo i quarti di finale disputati a Båstad e la semifinale a Gstaad; nel torneo di Båstad raggiunge inoltre la semifinale in doppio con João Sousa. Sconfitto al secondo turno nei Masters di Montréal e Cincinnati, perde nei quarti di finale contro Malek Jaziri a Winston-Salem e contro Andy Murray al terzo turno degli US Open. Negli ultimi sei tornei stagionali vince un solo incontro al Paris Masters.

### 2016, una finale ATP e quarti di finale alle Olimpiadi in singolare, una finale ATP in doppio
A inizio stagione arriva in semifinale al torneo di doppio di Sydney con Leonardo Mayer. Vince il primo incontro nel 2016 in singolare agli Australian Open e viene eliminato al secondo turno. Raggiunge la finale al successivo ATP 250 di Quito, e come nell'edizione precedente viene sconfitto da Víctor Estrella Burgos. A Quito perde anche la finale di doppio, in coppia con Marcelo Demoliner, con il quale raggiunge la semifinale anche a Rio de Janeiro. Segue un periodo negativo in cui in singolare ottiene l'unico risultato di rilievo agli Internazionali d'Italia, dove viene sconfitto al terzo set da Novak Djokovic dopo aver eliminato il nº 14 del mondo Gaël Monfils e il top 50 Nicolas Mahut. Alle precoci eliminazioni all'Open di Francia e al Torneo di Wimbledon, segue il titolo vinto al Challenger di Braunschweig superando in finale Íñigo Cervantes. A luglio arriva in finale anche al Biella Challenger e viene sconfitto da Federico Gaio.
Raggiunge i quarti di finale ai Giochi di Rio de Janeiro superando Dustin Brown (per ritiro), il nº 21 del ranking Pablo Cuevas e il nº 13 David Goffin; viene eliminato da Nadal, che si impone in rimonta dopo il primo set vinto da Bellucci. Nel torneo di doppio esce al secondo turno in coppia con André Sá. Non supera il primo turno agli US Open in singolare, mentre in doppio arriva agli ottavi di finale. Il mese successivo viene eliminato da Tomáš Berdych in semifinale a Shenzen, e l'ultimo risultato significativo della stagione sono i quarti di finale raggiunti a Mosca.

### 2018
Trovato positivo a un controllo antidoping nel luglio 2017, nel gennaio del 2018 è scattata per lui una squalifica retroattiva della durata di cinque mesi, ridotti in seguito a quattro.

### 2023, ritiro
Si ritira a febbraio del 2023.

## Statistiche

### Singolare

#### Vittorie (4)
| Legenda                   |
| Grande Slam (0)           |
| ATP World Tour Finals (0) |
| ATP Masters 1000 (0)      |
| ATP World Tour 500 (0)    |
| ATP World Tour 250 (4)    |

| N. | Data            | Torneo                        | Superficie  | Avversario in finale | Punteggio        |
| 1. | 2 agosto 2009   | Swiss Open Gstaad, Gstaad     | Terra rossa | Andreas Beck         | 6–4, 7–6(2)      |
| 2. | 7 febbraio 2010 | Chile Open, Santiago          | Terra rossa | Juan Mónaco          | 6–2, 0–6, 6–4    |
| 3. | 22 luglio 2012  | Swiss Open Gstaad, Gstaad (2) | Terra rossa | Janko Tipsarević     | 6(6)–7, 6–4, 6–2 |
| 4. | 24 maggio 2015  | Geneva Open, Ginevra          | Terra rossa | João Sousa           | 7–6(4), 6–4      |

#### Sconfitte (4)
| Legenda                   |
| Grande Slam (0)           |
| ATP World Tour Finals (0) |
| ATP Masters 1000 (0)      |
| ATP World Tour 500 (0)    |
| ATP World Tour 250 (4)    |

| N. | Data             | Torneo                                       | Superficie  | Avversario in finale   | Punteggio        |
| 1. | 15 febbraio 2009 | Brasil Open, Costa do Sauípe                 | Terra rossa | Tommy Robredo          | 3–6, 6–3, 4–6    |
| 2. | 21 ottobre 2012  | Kremlin Cup, Mosca                           | Cemento (i) | Andreas Seppi          | 6–3, 6(3)–7, 3–6 |
| 3. | 7 febbraio 2016  | Ecuador Open, Quito                          | Terra rossa | Víctor Estrella Burgos | 6–4, 6(5)–7, 2–6 |
| 4. | 16 aprile 2017   | U.S. Men's Clay Court Championships, Houston | Terra rossa | Steve Johnson          | 4–6, 6–4, 6(5)–7 |

### Doppio

#### Vittorie (1)
| Legenda                   |
| Grande Slam (0)           |
| ATP World Tour Finals (0) |
| ATP Masters 1000 (0)      |
| ATP World Tour 500 (0)    |
| ATP World Tour 250 (1)    |

| N. | Data           | Torneo                    | Superficie  | Compagno       | Avversario in finale              | Punteggio        |
| 1. | 14 luglio 2013 | Stuttgart Open, Stoccarda | Terra rossa | Facundo Bagnis | Tomasz Bednarek Mateusz Kowalczyk | 2–6, 6–4, [11–9] |

#### Sconfitte (2)
| Legenda                   |
| Grande Slam (0)           |
| ATP World Tour Finals (0) |
| ATP Masters 1000 (0)      |
| ATP World Tour 500 (1)    |
| ATP World Tour 250 (1)    |

| N. | Data             | Torneo                   | Superficie  | Compagno            | Avversario in finale                | Punteggio           |
| 1. | 6 febbraio 2016  | Ecuador Open, Quito      | Terra rossa | Marcelo Demoliner   | Pablo Carreño Busta Guillermo Durán | 5–7, 4–6            |
| 2. | 24 febbraio 2019 | Rio Open, Rio de Janeiro | Terra rossa | Rogério Dutra Silva | Máximo González Nicolás Jarry       | 7–6(3), 3–6, [7–10] |

### Tornei minori

#### Singolare

##### Vittorie (10)
| Legenda        |
| Challenger (9) |
| Futures (1)    |

| N.  | Data             | Torneo                                           | Superficie  | Avversario in finale     | Punteggio     |
| 1.  | 27 maggio 2007   | Brazil F5, Sorocaba                              | Terra rossa | Leonardo Kirche          | 6–4, 7–5      |
| 2.  | 2 marzo 2008     | Challenger Providencia, Santiago del Cile        | Terra rossa | Eduardo Schwank          | 6–4, 7–6(3)   |
| 3.  | 20 aprile 2008   | Aberto de Tênis de Santa Catarina, Florianópolis | Terra rossa | Franco Ferreiro          | 4–6, 6–4, 6–2 |
| 4.  | 4 maggio 2008    | Tunis Open, Tunisi                               | Terra rossa | Dušan Vemić              | 6–2, 6–4      |
| 5.  | 11 maggio 2008   | Morocco Tennis Tour, Rabat                       | Terra rossa | Martín Vassallo Argüello | 6–2, 6–2      |
| 6.  | 19 luglio 2009   | Riviera di Rimini Challenger, Rimini             | Terra rossa | Juan Pablo Brzezicki     | 3–6, 6–3, 6–1 |
| 7.  | 1º novembre 2009 | Brazil Challenger, San Paolo                     | Terra rossa | Nicolás Lapentti         | 6–4, 6–4      |
| 8.  | 7 luglio 2012    | Braunschweig Open, Braunschweig                  | Terra rossa | Tobias Kamke             | 7–6(4), 6–3   |
| 9.  | 3 novembre 2013  | Uruguay Open, Montevideo                         | Terra rossa | Diego Schwartzman        | 6–4, 6–4      |
| 10. | 9 luglio 2016    | Braunschweig Open, Braunschweig                  | Terra rossa | Íñigo Cervantes          | 6–1, 1–6, 6–3 |

##### Sconfitte (8)
| Legenda        |
| Challenger (6) |
| Futures (2)    |

| N. | Data              | Torneo                       | Superficie  | Avversario in finale   | Punteggio     |
| 1. | 10 settembre 2006 | Brazil F10, Fortaleza        | Terra rossa | Ricardo Hocevar        | 1–6, 4–6      |
| 2. | 12 novembre 2006  | Brazil F18, Guarulhos        | Terra rossa | Juan-Pablo Villar      | 2–6, 4–6      |
| 3. | 15 luglio 2007    | Open Bogotá, Bogotà          | Terra rossa | Carlos Salamanca       | 6–4, 3–6, 2–6 |
| 4. | 22 luglio 2007    | Cuenca Challenger, Cuenca    | Terra rossa | Leonardo Mayer         | 3–6, 2–6      |
| 5. | 31 ottobre 2010   | Brazil Challenger, São Paulo | Terra rossa | Marcos Daniel          | 1–6, 6–3, 3–6 |
| 6. | 10 novembre 2013  | Open Bogotá, Bogotà          | Terra rossa | Víctor Estrella Burgos | 2–6, 0–3 rit. |
| 7. | 28 settembre 2014 | Open d'Orléans, Orléans      | Cemento (i) | Serhij Stachovs'kyj    | 2–6, 5–7      |
| 8. | 31luglio 2016     | Biella Challenger, Biella    | Terra rossa | Federico Gaio          | 6(5)–7, 2–6   |

#### Doppio

##### Vittorie (6)
| Legenda        |
| Challenger (4) |
| Futures (2)    |

| N. | Data              | Torneo                               | Superficie  | Compagno              | Avversari in finale                    | Punteggio        |
| 1. | 13 novembre 2004  | Brazil F13, Santos                   | Terra rossa | Thiago Alves          | Pablo Cuevas Agustin Tarantino         | 6–3, 3–6, 6–4    |
| 2. | 20 agosto 2006    | Brazil F8, Florianópolis             | Terra rossa | Daniel Dutra da Silva | Carlos Cirne Lima Renato Silveira      | 6–4, 6–1         |
| 3. | 20 ottobre 2007   | Bogotà Challenger, Bogotà            | Terra rossa | Bruno Soares          | Santiago Ventura Marcel Granollers     | 6–4, 4–6, [11–9] |
| 4. | 3 maggio 2008     | Tunis Open, Tunisi                   | Terra rossa | Bruno Soares          | Jean-Claude Scherrer Nicolas Tourte    | 6–3, 6–4         |
| 5. | 27 settembre 2014 | Open d'Orléans, Orléans              | Cemento (i) | André Sá              | James Cerretani Andreas Siljeström     | 5–7, 6–4, [10–8] |
| 6. | 6 aprile 2019     | JC Ferrero Challenger Open, Alicante | Terra rossa | Guillermo Durán       | Gerard Granollers Pujol Pedro Martínez | 2–6, 7–5, [10–5] |

##### Sconfitte (8)
| Legenda        |
| Challenger (3) |
| Futures (5)    |

| N. | Data             | Torneo                                           | Superficie  | Compagno               | Avversari in finale                    | Punteggio     |
| 1. | 20 novembre 2004 | Brazil F14, Brasilia                             | Terra rossa | Thiago Alves           | Marcelo Melo Antonio Prieto            | 3–6, 6–3, 3–6 |
| 2. | 5 novembre 2005  | Chile F5, Santiago del Cile                      | Terra rossa | Urban Filip            | Emiliano Redondi Patricio Rudi         | 6(1)–7, 3–6   |
| 3. | 3 giugno 2006    | Brazil F5, Florianópolis                         | Terra rossa | Rogério Dutra da Silva | Franco Ferreiro Martín Vilarrubi       | 4–6, 4–6      |
| 4. | 17 giugno 2006   | Brazil F5, Sorocaba                              | Terra rossa | Carlos Avellan         | Franco Ferreiro Rogério Dutra da Silva | 6(3)–7, 4–6   |
| 5. | 26 maggio 2007   | Brazil F8, Sorocaba                              | Terra rossa | Caio Burjaili          | Andre Miele João Souza                 | 6–2, 2–6, 2–6 |
| 6. | 8 marzo 2008     | Colombia Open, Bogotà                            | Terra rossa | Bruno Soares           | Ramón Delgado Brian Dabul              | 6(5)–7, 4–6   |
| 7. | 19 aprile 2008   | Aberto de Tênis de Santa Catarina, Florianópolis | Terra rossa | Bruno Soares           | Adrián García Leonardo Mayer           | 2–6, 0–6      |
| 8. | 25 ottobre 2008  | Buenos Aires Challenger, Buenos Aires            | Terra rossa | Rubén Ramírez Hidalgo  | Máximo González Sebastián Prieto       | 5–7, 3–6      |

## Risultati in progressione
Statistiche aggiornate al 24 febbraio 2019
| Sigla | Risultato               |
| ----- | ----------------------- |
| V     | Vincitore               |
| F     | Finalista               |
| SF    | Semifinalista           |
| O     | Oro olimpico            |
| A     | Argento olimpico        |
| SF    | Bronzo olimpico         |
| QF    | Quarti di Finale        |
| 4T    | Quarto turno            |
| 3T    | Terzo turno             |
| 2T    | Secondo turno           |
| 1T    | Primo turno             |
| RR    | Round Robin             |
| LQ    | Turno di qualificazione |
| A     | Assente                 |
| ND    | Non disputato           |

| Legenda superfici    |
| -------------------- |
| Cemento              |
| Terra battuta        |
| Erba                 |
| Superficie variabile |

### Singolare
| Torneo                     | 2007 | 2008 | 2009          | 2010          | 2011          | 2012 | 2013          | 2014          | 2015          | 2016 | 2017          | 2018          | 2019          | V-S   |
| Tornei Grande Slam         |      |      |               |               |               |      |               |               |               |      |               |               |               |       |
| Australian Open, Melbourne | A    | A    | 1T            | 2T            | 2T            | 2T   | 1T            | 2T            | 1T            | 2T   | 1T            | A             | Q1            | 5-9   |
| Open di Francia, Parigi    | A    | 1T   | 1T            | 4T            | 3T            | 1T   | A             | 2T            | 2T            | 1T   | 2T            | 1T            | A             | 8-10  |
| Wimbledon, Londra          | A    | 2T   | A             | 3T            | 1T            | 1T   | A             | LQ            | 1T            | 2T   | 1T            | A             | A             | 4-7   |
| US Open, New York          | LQ   | 2T   | 2T            | 2T            | 1T            | 1T   | 1T            | 2T            | 3T            | 1T   | 1T            | A             | A             | 6-10  |
| Titoli                     | 0    | 0    | 0             | 0             | 0             | 0    | 0             | 0             | 0             | 0    | 0             | 0             | 0             | N/A   |
| Vittorie-Sconfitte         | 0-0  | 2-3  | 2-4           | 7-4           | 3-4           | 1-4  | 0-2           | 3-3           | 3-4           | 2-4  | 1-4           | 0-1           | 0-0           | 23-36 |
| Giochi Olimpici            |      |      |               |               |               |      |               |               |               |      |               |               |               |       |
| Giochi Olimpici            | ND   | 1T   | Non disputati | Non disputati | Non disputati | 1T   | Non disputati | Non disputati | Non disputati | QF   | Non disputati | Non disputati | Non disputati | 3-3   |
| Vittorie-Sconfitte         | ND   | 0-1  | Non disputati | Non disputati | Non disputati | 0-1  | Non disputati | Non disputati | Non disputati | 3-1  | Non disputati | Non disputati | Non disputati | 3-3   |
| Ranking di fine anno       | 202  | 85   | 36            | 31            | 37            | 33   | 125           | 65            | 37            | 61   | 113           | 225           | 234           | N/A   |

### Doppio
| Torneo                     | 2008 | 2009          | 2010          | 2011          | 2012 | 2013          | 2014          | 2015          | 2016 | 2017          | 2018          | 2019          | V-S  |
| Tornei Grande Slam         |      |               |               |               |      |               |               |               |      |               |               |               |      |
| Australian Open, Melbourne | A    | A             | 1T            | A             | 1T   | QF            | A             | A             | 2T   | 1T            | A             | A             | 4-5  |
| Open di Francia, Parigi    | A    | A             | A             | A             | A    | A             | A             | 1T            | 1T   | 1T            | A             | A             | 0-3  |
| Wimbledon, Londra          | 1T   | A             | A             | A             | 1T   | A             | A             | 2T            | A    | 1T            | A             | A             | 1-4  |
| US Open, New York          | A    | 1T            | A             | A             | 2T   | A             | A             | 2T            | 3T   | A             | A             | A             | 4-4  |
| Vittorie-Sconfitte         | 0-1  | 0-1           | 0-1           | 0-0           | 1-3  | 3-1           | 0-0           | 2-3           | 3-3  | 0-3           | 0-0           | 0-0           | 9-16 |
| Giochi Olimpici            |      |               |               |               |      |               |               |               |      |               |               |               |      |
| Giochi Olimpici            | A    | Non disputati | Non disputati | Non disputati | 1T   | Non disputati | Non disputati | Non disputati | 2T   | Non disputati | Non disputati | Non disputati | 1-2  |
| Vittorie-Sconfitte         | 0-0  | Non disputati | Non disputati | Non disputati | 0-1  | Non disputati | Non disputati | Non disputati | 1-1  | Non disputati | Non disputati | Non disputati | 1-2  |

### Doppio misto
| Torneo                     | 2008          | 2009          | 2010          | 2011          | 2012          | 2013          | 2014          | 2015          | 2016 | 2017          | 2018          | 2019          | V-S |
| Tornei Grande Slam         |               |               |               |               |               |               |               |               |      |               |               |               |     |
| Australian Open, Melbourne | A             | A             | A             | A             | A             | A             | A             | A             | A    | A             | A             | A             | 0-0 |
| Open di Francia, Parigi    | A             | A             | A             | SF            | A             | A             | A             | A             | A    | A             | A             | A             | 3-1 |
| Wimbledon, Londra          | A             | A             | A             | A             | A             | A             | A             | A             | A    | A             | A             | A             | 0-0 |
| US Open, New York          | A             | A             | A             | A             | A             | A             | A             | A             | A    | A             | A             | A             | 0-0 |
| Vittorie-Sconfitte         | 0-0           | 0-0           | 0-0           | 3-1           | 0-0           | 0-0           | 0-0           | 0-0           | 0-0  | 0-0           | 0-0           | 0-0           | 3-1 |
| Giochi Olimpici            |               |               |               |               |               |               |               |               |      |               |               |               |     |
| Giochi Olimpici            | Non disputati | Non disputati | Non disputati | Non disputati | Non disputati | Non disputati | Non disputati | Non disputati | A    | Non disputati | Non disputati | Non disputati | 0-0 |
| Vittorie-Sconfitte         | Non disputati | Non disputati | Non disputati | Non disputati | Non disputati | Non disputati | Non disputati | Non disputati | 0-0  | Non disputati | Non disputati | Non disputati | 0-0 |